# Paul Lindblom
Paul Lindblom, född 27 april 1916 i Bollnäs, död 13 juli 2002 i Stockholm, var en svensk administratör och författare.

## Biografi
Lindblom disputerade för filosofie doktorsgrad i Lund 1945 på en avhandling med titeln Common sense och ändamålsetik i G. E. Moores filosofi. Under sin tid i offentlig tjänst deltog han flitigt i samhällsdebatten inom det humanistiska området.
Lindblom tjänstgjorde inom Arbetsmarknadskommissionen 1945–1947 och blev lärare vid Socialhögskolan i Lund 1947. Han var sedan skolans rektor åren 1948–1966. Åren 1966–1970 var han direktör för Riksbankens jubileumsfond och 1970–1980 chef för Institutet för rikskonserter.
Parallellt med sin yrkeskarriär var Lindblom styrelseordförande för Statens scenskola i Malmö 1964–1967, ordförande för Statens scenskola i Stockholm 1968–1970, kulturrådet 1969–1977 och konstnärsnämnden 1980–1985.
Han var gift med Nine Christine Jönsson och fick med henne döttrarna Susin Lindblom och  Sisela Lindblom. Makarna är begravda på Skogskyrkogården i Stockholm.

## Utmärkelser
Lindblom var hedersledamot i Musikaliska akademien. År 1952 tilldelades han Boklotteriets stipendium.